# گندم (فیلم ۲۰۱۷)
گندم (ترکی استانبولی: Buğday) یک فیلم به کارگردانی سمیح کاپلان‌اوغلو است. این فیلم محصول ۲۰۱۷ ترکیه، آلمان، فرانسه، سوئد و قطر است. فیلم گندم جایزه بهترین فیلم جشنواره بین‌المللی فیلم توکیو را به دست آورد و در جشنواره فیلم سارایوو ۲۰۱۷ نیز نامزد جایزه قلب سارایووی بهترین فیلم شد. این فیلم در سی و ششمین جشنواره جهانی فیلم فجر به نمایش گذاشته شد و در بخش بین‌الادیان برنده جایزه بهترین فیلم شد.
۱۷

## داستان
گندم بر پایه سوره‌ها و آیه‌هایی از قرآن نوشته شده و راوی داستان پساآخرالزمانی است که در آن بازماندگان در بقایای شهرها یا در مزرعه‌هایی که زیر کشت رفته‌اند،  مستقر هستند. در مناطقی که «سرزمین‌های مردگان» نامیده می‌شوند نیز مهاجرانی از خشکسالی و بیماری‌های مسری‌ای رنج می‌برند که از لحاظ ژنتیکی مشکلات خاص خودشان را دارند.

## جشنواره جهانی فیلم فجر
این فیلم در بخش سینمای سعادت (مسابقه بین‌الملل) سی و ششمین جشنواره جهانی فیلم فجر حضور داشت. این جشنواره از ۳۰ فروردین تا ۶ اردیبهشت ۱۳۹۷ در شهر تهران برگزار شد.  در مراسم اختتامیه این جشنواره، جایزه بهترین فیلم در بخش بین‌الادیان به فیلم گندم اهدا شد. این فیلم در شهریور ۱۳۹۸ در سینماهای هنر و تجربه ایران به نمایش در آمد.

## بازیگران
- ژان-مارک بار
- ارمین براوو
- گریگوری دوبریگین
- کریستینا فلوتور
- لوبنا آزابال
- هاروهیکو یامانوچی